# جمعية مرشدات بنغلاديش
جمعية مرشدات بنغلاديش هي المنظمة الإرشادية الوطنية في بنغلاديش. تأسست عام 1928 وأصبحت عضوا في الرابطة العالمية للمرشدات وفتيات الكشافة عام 1973 . المنظمة للفتيات فقط وتضم 49،975 عضوة (اعتبارا من 2003).